# Élections législatives philippines de 2022
Les élections législatives philippines de 2022 ont lieu le 9 mai 2022 afin de renouveler l'intégralité de la chambre des représentants des Philippines.
Le Parti démocrate philippin - Pouvoir populaire arrive en tête du scrutin majoritaire avec 23 % des voix mais subit un net recul au profit des partis de centre-droit PUN et Lakas-CMD.

## Système électoral

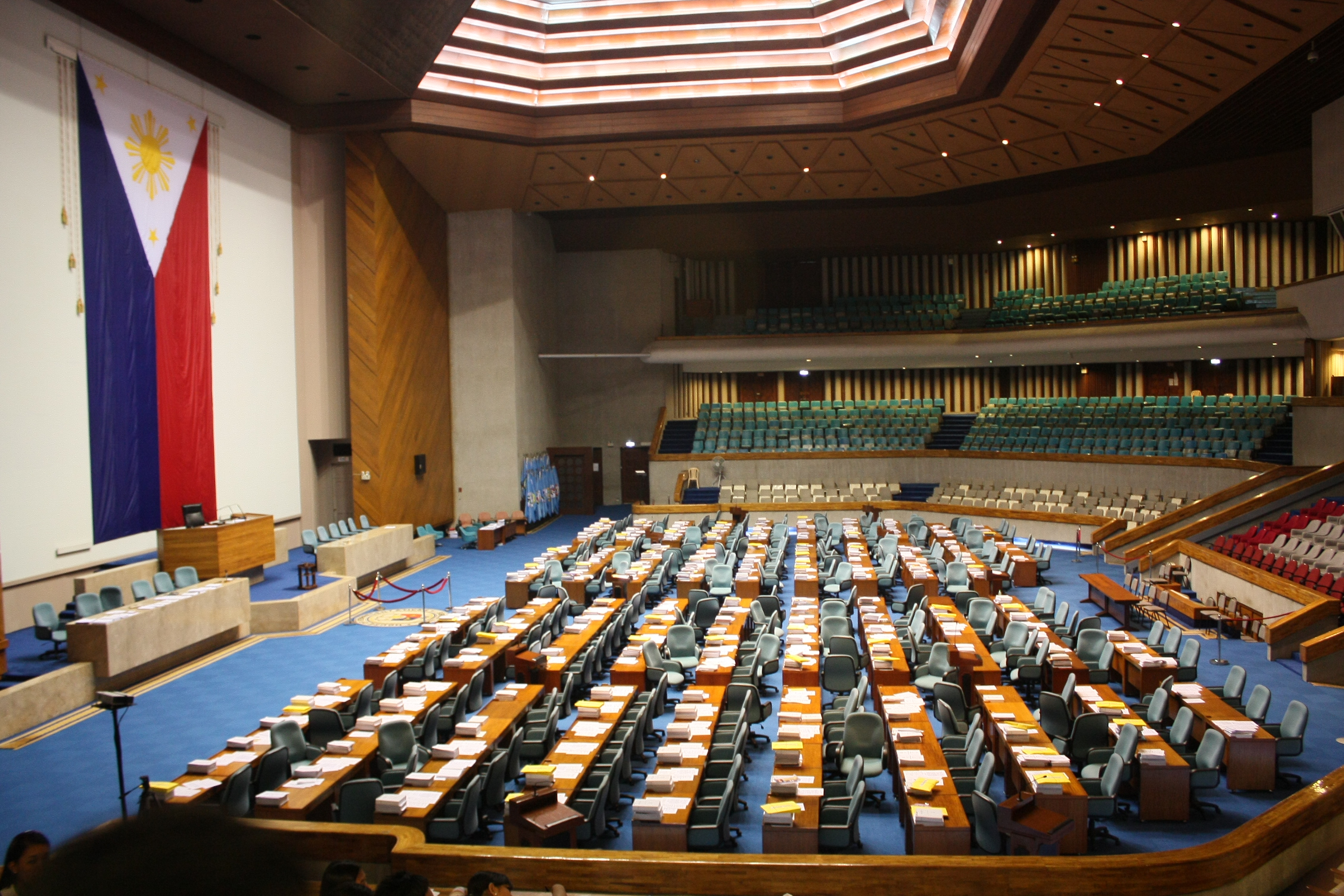
Intérieur de la Chambre à Quezon City.

Les Philippines sont dotées d'un parlement bicaméral, le Congrès dont la Chambre des représentants est la chambre basse. Elle se compose en 2021 de 316 députés élus pour un mandat de trois ans selon un mode de scrutin parallèle.
Sont ainsi à pourvoir 253 sièges au scrutin uninominal majoritaire à un tour dans autant de circonscriptions électorales, auxquels se rajoutent 63 sièges pourvus au scrutin proportionnel plurinominal de liste dans une unique circonscription nationale,. 
Les électeurs votent sur deux bulletins de vote séparés. Dans les circonscriptions uninominales, le candidat ayant remporté le plus de suffrages l'emporte, tandis que les sièges à la proportionnelle sont répartis aux différents partis en lice en fonction de leur part des secondes voix au niveau national. Le système proportionnel philippin possède cependant la particularité d'appliquer un seuil électoral de 2 % n'excluant pas totalement les partis échouant à l'atteindre, tout en limitant à trois maximum le nombre de sièges pouvant être obtenus par un seul parti. Les partis recueillant le plus de suffrages obtiennent ainsi jusqu'à trois sièges, et les suivants un ou deux. Lorsque tous les partis ayant franchi le seuil de 2 % se sont vus attribués des sièges, les sièges restants sur les 63 à pourvoir sont attribués aux partis arrivés en dessous du seuil par ordre décroissant des suffrages, à raison d'un siège par parti.
Enfin, contrairement à la plupart des systèmes électoraux parallèles, celui philippin interdit aux partis de présenter à la fois des candidats au scrutin majoritaire et au scrutin proportionnel, sauf rares exceptions accordées par la commission électorale. La part la plus importante de la Chambre étant pourvue au scrutin majoritaire, les principaux partis ne concourent qu'à celui-ci, et forgent parfois des alliances avec les partis se présentant à la proportionnelle,.
La taille de la Chambre est variable, la commission électorale créant ou fusionnant des circonscriptions au scrutin majoritaire en fonction de l'évolution de la population. La loi électorale fixant le ratio de sièges à la proportionnelle à un pour quatre sièges majoritaires, le nombre de députés évolue constamment d'un scrutin à l'autre. Les législatives de 2021 voient ainsi mis en jeu 316 sièges dont 253 au scrutin majoritaire et 63 à la proportionnelle, contre respectivement 297, 238 et 59 sièges en 2016.
Le système politique philippin est par ailleurs particulièrement instable, les partis politiques se créant le plus souvent autour d'une figure politique plus que d'une idéologie, ce qui amène fréquemment à un nombre important de députés transfuges changeant d'étiquette politique en cours de mandat,.

## Résultats

### Scrutin majoritaire
| Parti                    | Parti                                                     | Voix       | %     | Sièges | +/-           |  |
| ------------------------ | --------------------------------------------------------- | ---------- | ----- | ------ | ------------- |  |
|                          | Parti démocrate philippin - Pouvoir populaire (PDP–Laban) | 10 950 696 | 22,73 | 66     | 16            |  |
|                          | Parti nationaliste (PN)                                   | 6 610 876  | 13,72 | 36     | 6             |  |
|                          | Parti de l'unité nationale (PUN)                          | 6 087 288  | 12,63 | 33     | 8             |  |
|                          | Coalition du peuple nationaliste (NPC)                    | 5 637 211  | 11,70 | 35     | 2             |  |
|                          | Lakas - Démocrates chrétiens musulmans (Lakas-CMD)        | 4 523 972  | 9,39  | 26     | 14            |  |
|                          | Parti libéral (LP)                                        | 1 823 426  | 3,78  | 10     | 8             |  |
|                          | Hugpong ng Pagbabago (en)                                 | 1 223 815  | 2,54  | 6      | 3             |  |
|                          | Aksyon Demokratiko (AD)                                   | 1 109 227  | 2,30  | 3      | 1             |  |
|                          | Parti réformateur populaire (en) (PRP)                    | 942 719    | 1,96  | 3      | 2             |  |
|                          | Partido Pilipino sa Pagbabago (PPP)                       | 503 827    | 1,05  | 0      | en stagnation |  |
|                          | Autres partis                                             | 16 486 884 | 34,22 | 29     | 14            |  |
|                          | Indépendants                                              | 2 137 093  | 4,44  | 6      | 4             |  |
|                          |                                                           |            |       |        |               |  |
| Votes valides            | Votes valides                                             | 48 181 407 | 87,42 |        |               |  |
| Votes blancs et nuls     | Votes blancs et nuls                                      | 6 932 677  | 12,58 |        |               |  |
| Total                    | Total                                                     | 55 114 084 | 100   | 253    | en stagnation |  |
| Abstentions              | Abstentions                                               | 10 631 428 | 16,17 |        |               |  |
| Inscrits / participation | Inscrits / participation                                  | 67 745 512 | 83,83 |        |               |  |

### Scrutin proportionnel
| Parti                    | Parti                                                                            | Voix       | %     | Sièges | +/-           |  |
| ------------------------ | -------------------------------------------------------------------------------- | ---------- | ----- | ------ | ------------- |  |
|                          | Communauté de soutien à la lutte contre le crime et le terrorisme (en) (ACT-CIS) | 2 111 091  | 5,74  | 3      | en stagnation |  |
|                          | Union des motoristes des Philippines (en) (1-Rider)                              | 1 001 243  | 2,72  | 2      | 2             |  |
|                          | La voix de l'Est (en) (Tingog)                                                   | 886 959    | 2,41  | 2      | 1             |  |
|                          | Renforcer et développer les moyens de subsistance philippins (en) (4Ps)          | 848 237    | 2,30  | 2      | 2             |  |
|                          | Ako Bicol (en)                                                                   | 816 445    | 2,22  | 2      | en stagnation |  |
|                          | Amélioration sociale et véritable intervention sur la pauvreté (en)              | 780 456    | 2,12  | 2      | 1             |  |
|                          | Alliance des citoyens provinciaux (en)                                           | 714 634    | 1.94  | 1      | 1             |  |
|                          | Combat des citoyens contre la corruption (en) (CIBAC)                            | 637 044    | 1,73  | 1      | 1             |  |
|                          | Bayan Muna (en)                                                                  | 219 848    | 0,60  | 0      | 3             |  |
|                          | Autres partis                                                                    | 28 786 107 | 78,22 | 48     | -             |  |
|                          |                                                                                  |            |       |        |               |  |
| Votes valides            | Votes valides                                                                    | 36 802 064 | 65,61 |        |               |  |
| Votes blancs et nuls     | Votes blancs et nuls                                                             | 19 293 170 | 34,39 |        |               |  |
| Total                    | Total                                                                            | 56 095 234 | 100   | 63     | en stagnation |  |
| Abstentions              | Abstentions                                                                      | 11 430 385 | 16,93 |        |               |  |
| Inscrits / participation | Inscrits / participation                                                         | 67 525 619 | 83,07 |        |               |  |